# Линейчатохвостый дендреляфис
Линейчатохвостый дендреляфис (лат. Dendrelaphis caudolineatus) — вид змей из семейства ужеобразных, обитающий в Юго-Восточной Азии.

## Описание
Общая длина колеблется от 140 до 180 сантиметров. От других блестящих древесных ужей он отличается меньшим количеством чешуй на теле. Напоминает лазающих полозов — у него более тяжёлая голова, и более массивное тело. По окраске напоминает Dendrelaphis pictus, отличается от него более узкими чёрными полосами, которые проходят по бронзовому коричневому фону спины и отсутствует чёрный рисунок на голове. Боковая чёрная полоса не расширяется в передней трети туловища. Хвост с выразительными золотистыми полосками, характерными только для этого вида.

## Образ жизни
Населяет леса, но попадается и на вырубках и сельскохозяйственных угодьях. Хорошо лазает по деревьям, но часто ловит добычу на земле. Активен днём, питается ящерицами и амфибиями, особенно любит сцинковых рода Mabuya. Имеет нервный и агрессивный характер.

## Размножение
Это яйцекладущие змея. Самка откладывает 5—7 яиц.

## Распространение
Обитает в Мьянме, Таиланде, Малайзии, на островах Калимантан, Суматра и Филиппинах.

## Подвиды
- Dendrelaphis caudolineatus caudolineatus (Gray, 1834)
- Dendrelaphis caudolineatus flavescens (Gaulke, 1994)
- Dendrelaphis caudolineatus luzonensis (Leviton, 1964)
- Dendrelaphis caudolineatus modestus (Boulenger, 1894)
- Dendrelaphis caudolineatus terrificus (Peters, 1871)[2]